# بدائع الزهور في وقائع الدهور
بدائع الزهور في وقائع الدهور كتاب تاريخي كبير كتبه المؤرخ المصري محمد ابن إياس الحنفى القاهرى (1447م - 1522م).

## نبذة عن المؤلف
كان الأمير ابن إياس ذا أصول شركسى فهو حفيد الأمير إياس الفخر الظاهرى أحد أمراء السلطان الظاهر سيف الدين برقوق، وكان أبوه على اتصال بالأمراء وموظفي الدولة المصرية، عاصر ابن اياس عددا من المؤرخين أمثال تقي الدين المقريزي والنويرى وابن تغرى وبيبرس الدوادار وغيرهم، فكان مطلعا على أحداث كثيرة ومهمة معاصرا لها.

## نبذة عن الكتاب
الكتاب في التاريخ العام وتاريخ مصر بشكل خاص «واستهله مؤلفه بذكر قصص الأنبياء ومبدأ الخليقة، وأخبرنا أنه اختار طرائف القصص وشواردها، مكتفيا بما ورد منها في مظان التاريخ الأخرى واختار غرائبها لتكون سلوى للمسلم وجمعا لها خوفا من ضياعها، وفعلا كان هذا القسم منه محط اهتمام المطابع ومحط إعجاب القراء المبتدأين لما يحويه من غرائب وعجائب، وهذا القسم له وينسبه البعض للسيوطي» واهما""، والقسم الأهم والجاد والرئيس فيه تاريخ مصر من بداية التاريخ إلى سنة 1522م، ويعطي أهمية لتاريخ مصر والدولة المملوكية في أواخر عصرها وبداية حكم الدولة العثمانية، ويعتبر ابن إياس من المؤرخين القلائل الذين عاصروا دخول العثمانيين مصر وكتب عنها، وعن فترة حكم الدولة العثمانية، ووصف أحوال مصر السياسية والعسكرية والإدارية والقانونية والاقتصادية والثقافية والفنية والمعمارية، وحكى عن الأعياد وعادات المصريين.

### اهتمام الباحثين به
اهتم المؤرخون والمستشرقون والباحثون في العصر الحديث بالكتاب وكلفت جمعية المستشرقين الألمانية مجموعة من الباحثين في مجال التاريخ في مصر بتحقيقه، وقد تم تحقيقه من قبل الدكتور محمد مصطفى ما بين سنتي 1960م و 1975م، فطبع في 6 مجلدات. ثم أعيد طبع الكتاب بواسطة مركز تحقيق التراث التابع للهيئة المصرية العامة للكتاب.

### مجلدات الكتاب
يتكون الكتاب من:
- المجلد الأول: هو الجزء الأول - القسم الأول، وأحداثه من أول المخطوطة إلي 29 مايو سنة 1363.
- المجلد التانى: هو الجزء الأول - القسم التانى، وفيه أحداث من 1363 ل 1412.
- المجلد الثالث: هو الجزء الثانى، وفيه أحداث من 1412 ل 1468.
- المجلد الرابع: هو الجزء الثالث، وأحداثه من سنة 1468 ل 1501.
- المجلد الخامس: هو الجزء الرابع، وأحداثه من 1501 ل 1515.
- المجلد السادس: هو الجزء الخامس، وأحداثه من 1516 ل 1522.[4]

مخطوطة الجزء الأول المتواجدة في مكتبة الفاتح برقم 4197 كتب ابن إياس في مقدمتها أنها ا«لجزء الرابع من بدائع الزهور في وقائع الدهور تأليف كاتبه العبد الفقير إلى الله تعالى محمد ابن إياس الحنفى»، لكن لم يعثر على الأجزاء الثلاثة، ومن المعتقد أنه لم يكتبهم أبدا لأن تاريخه من الجزء الأول يبدأ بنشأة الخليقة.